# Jardin géologique d’Obourg

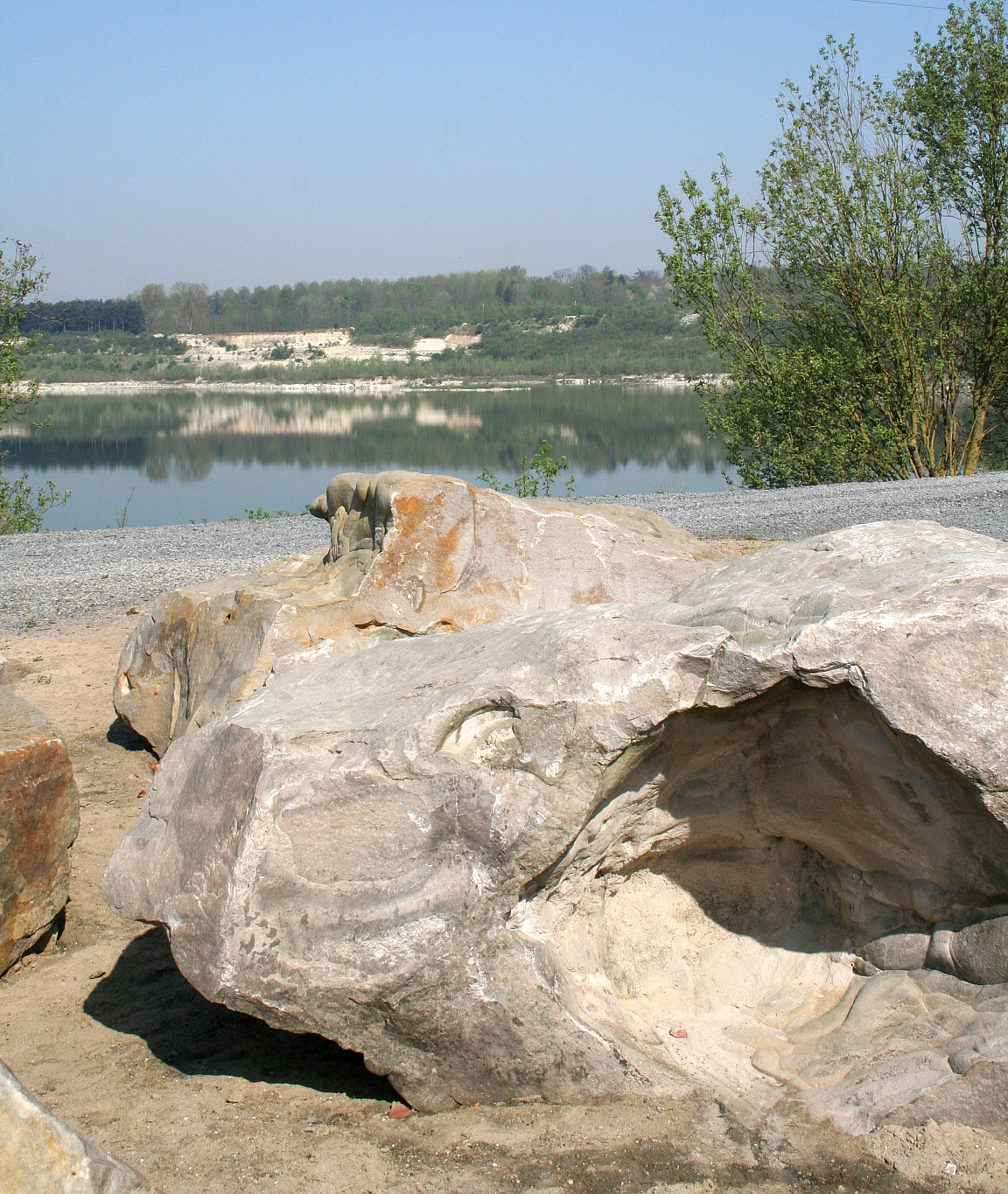
Obourg, le jardin géologique

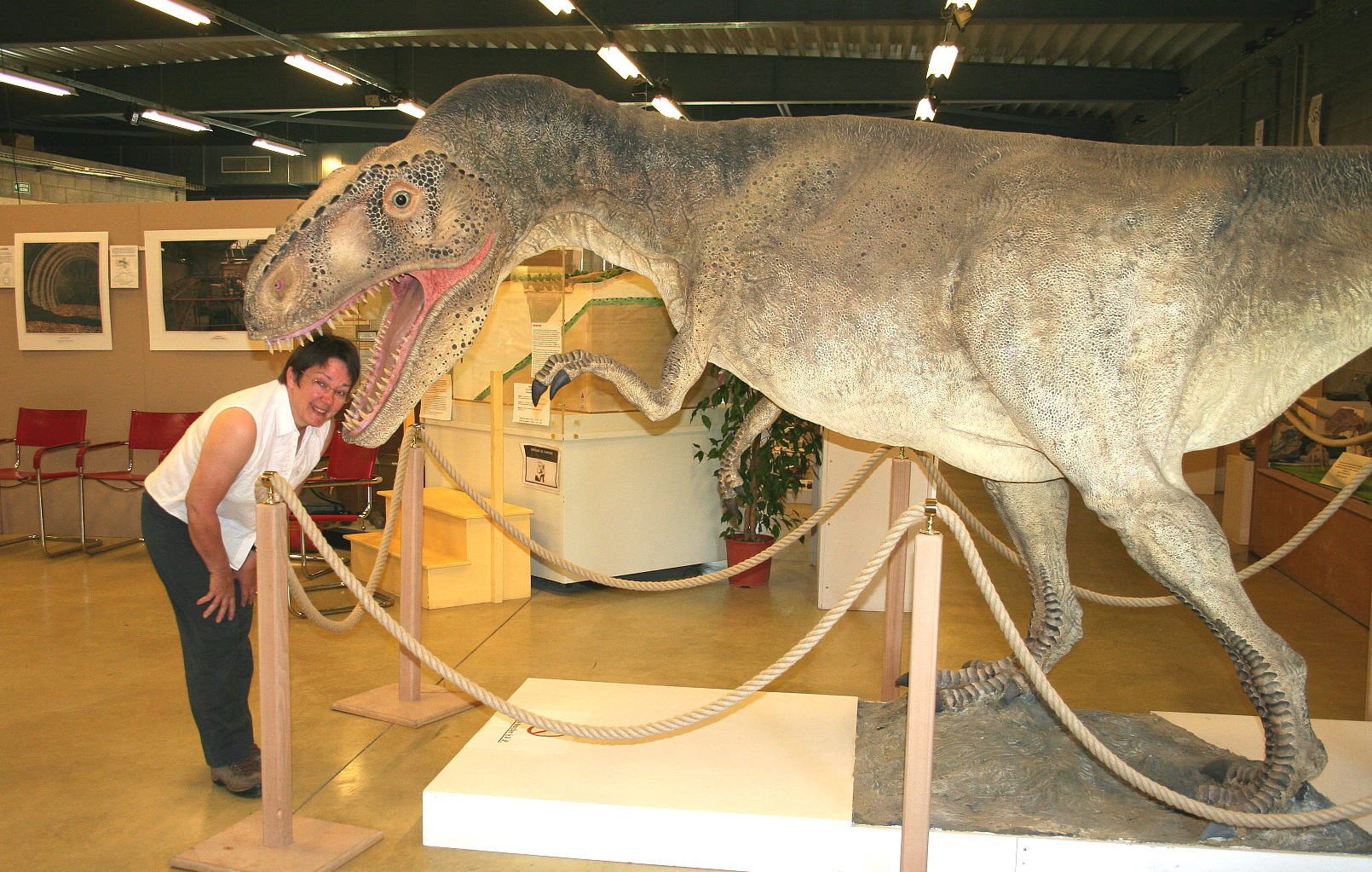
Obourg, le hall musée du jardin géologique

Le Jardin géologique d’Obourg près de Mons en Belgique est un musée situé à proximité d’anciennes carrières de craies.
Il permet de visualiser un ensemble de roches et de fossiles de Belgique. Ces pierres (phyllades, grès, porphyres, craies…), dont les plus anciennes ont plus de 550 millions d'années, sont visibles en extérieur dans un jardin situé sur le pourtour des lacs d’eaux claires ayant rempli les carrières depuis la fin de leur exploitation. Un hall de 500 m2 permet de se sensibiliser aux sciences de la Terre et diverses activités comme la recherche de fossiles sont également organisées régulièrement.
Il est également possible d’observer la faune et la flore spécifique aux anciennes carrières et à leurs lacs (Grand Cormoran, Héron cendré, orobanche du trèfle)…
Le site est définitivement fermé. Les collections ont été transférées à Bernissart où le parcours géologique a été inauguré en juin 2015  . 